# Празднование 80-летия Победы в Великой Отечественной войне
Празднование 80-летия Победы в Великой Отечественной войне — праздничные и памятные мероприятия, запланированные на 2025 год и приуроченные к юбилею Победы Советского Союза в Великой Отечественной войне 1941—1945 годов.

## Подготовка к празднованию
В России создан организационный комитет «Победа», основными задачами которого является подготовка к празднованию 80‑й годовщины Победы в Великой Отечественной войне 1941—1945 годов и работа по увековечению памяти погибших в годы войны. 
31 июля 2023 года президент России Владимир Путин издал Указ № 568 «О подготовке и проведении празднования 80-й годовщины Победы в Великой Отечественной войне 1941—1945 годов», согласно которому в течение трех месяцев должен быть разработан план мероприятий по обеспечению празднования. 
5 сентября 2023 года Владимир Путин призвал начать подготовку к празднованию в 2025 году 80-летия Победы в Великой Отечественной войне. 
2 сентября 2024 года президент России учредил юбилейную медаль «80 лет Победы в Великой Отечественной войне 1941–1945 годов». 
15 января 2025 года состоялось заседание оргкомитета «Победа», посвященное подготовке к празднованию 80-летия Победы в Великой Отечественной войне. В ходе заседания были утверждены меры социальной защиты ветеранов. Определены разовые денежные пособия по 80 тысяч рублей  участникам боевых действий, их вдовам и несовершеннолетним узникам концлагерей; для тружеников тыла, блокадников Ленинграда, взрослых узников концлагерей и работников оборонных предприятий - по 55 000 рублей. Статус «Город трудовой доблести» присвоен восьми населенным пунктам. Согласно утвержденной программе празднования Дня Победы, торжественные парады пройдут в 28 городах страны. В перечень мест проведения включены Новосибирск, Хабаровск и Астрахань.  
Для участия в московском параде были разосланы приглашения представителям вооруженных формирований 19 государств, при этом положительный ответ уже получен от десяти стран. 
Приглашение принять участие в Параде Победы на Красной площади 9 мая 2025 года было направлено лидерам 18 стран. 
17 января 2025 года Президент России В. В. Путин в целях сохранения исторической памяти и в ознаменование 80-летия Победы в Великой Отечественной войне 1941—1945 годов своим указом объявил 2025 год в России Годом защитника Отечества.
К 25 апреля 2025 года все ветераны (свыше 320 тысяч человек) получили дополнительные праздничные выплаты.Также выделение денежных средств запланировано ветеранам Великой Отечественной войны из стран Балтии, Абхазии, Приднестровья и Южной Осетии. Дополнительный 10 тысяч рублей получили категории ветеранов непосредственно принимавших участие в боевых действиях.

### Россия

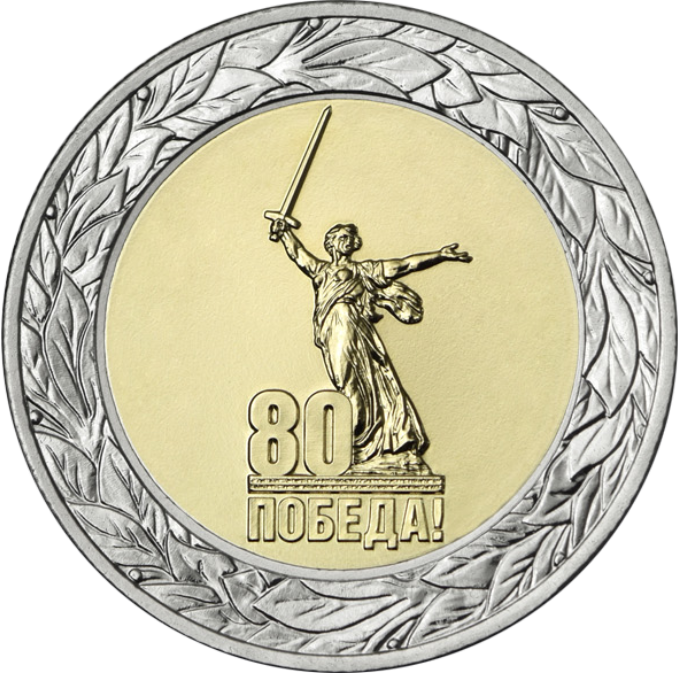
Памятная монета, Россия, 50 рублей, сталь, 2025 г., логотип празднования 80-летия Победы (монумент «Родина-мать зовёт!»)

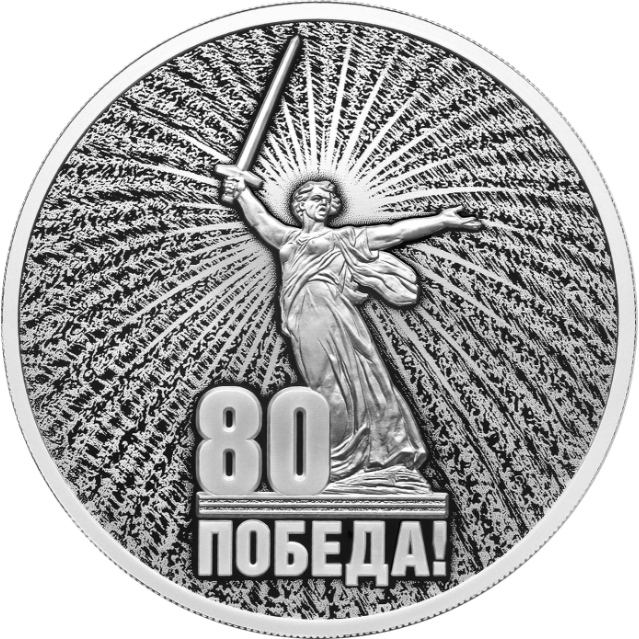
Памятная монета, Россия, 3 рубля, серебро 2025 г., логотип празднования 80-летия Победы

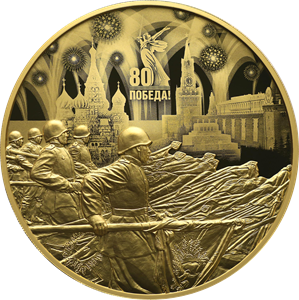
Памятная монета, Россия, 10000 рублей, золото 2025 г., советские воины, бросающие вражеские знамена на Красной площади, на фоне салюта

19 ноября 2024 года в Москве был представлен официальный план мероприятий, приуроченных к 80-летию Победы. План включает более 170 событий, среди которых традиционные акции «Свеча памяти», «Сад памяти», «Георгиевская ленточка», «Бессмертный полк», тематические выставки, всероссийские и международные фестивали, также нововедением для этого года считалась платформа Бессмертный полк Онлайн 2025.
13 января 2025 года глава республики Удмуртии Александр Бречалов анонсировал меры региональной поддержки ветеранам Великой Отечественной войны в преддверии празднования 80-летия Победы. В рамках празднования в республике отремонтируют памятники и мемориалы. О планах ввести дополнительные выплаты ветеранам заявили в Тульской, Ульяновской областях, Приморском крае и Крыму.
15 января 2025 года к 80-летию Победы в Великой Отечественной войне появился новый телеканал «Патриот», в эфире которого будут транслироваться художественные фильмы и сериалы, «рассказывающие о победах, семейных ценностях, культуре и традициях российского народа».
Ко дню Победы «Газпром» обязался подключить свыше 180 Вечных огней по всей стране. 80 из них — в рамках торжественной церемонии перед 9 мая.
К юбилею Победы на три дня, с 8 по 10 мая, Санкт-Петербург переименуют в Ленинград, а Волгоград в Сталинград. Изменения коснутся контактов пилотов с диспетчерам.
28 апреля 2025 года президент РФ Владимир Путин выпустил заявление о прекращении всех боевых действий на Украине с полуночи на 8 мая до полуночи на 11 мая в честь празднования 80-летней годовщины Победы Советского Союза в Великой Отечественной войне. Перемирие было отвергнуто президентом Украины Владимиром Зеленским.

### Казахстан
23 декабря 2024 года Россия и Казахстан подписали план совместных мероприятий к 80-летию Победы, среди которых планируется проведение выставок, показы кинофильмов и исторической хроники. 
15 января 2025 года в администрации Астаны сообщили, что в честь 80-й годовщины Победы ветеранам Великой Отечественной войны выплатят по 5 млн тенге. 
17 января 2025 года стало известно, что в г. Астана Казахстана впервые с 2019 года 7 мая 2025 года пройдет военный парад, посвященный Победе в Великой Отечественной войне и Дню защитника Отечества. 9 мая запланирована церемония возложения венков и цветов к монументам защитникам Отечества, праздничный салют и чествование ветеранов Великой Отечественной войны и тружеников тыла.

### Беларусь
23 августа 2024 года Беларусь и Китай подписали коммюнике, по которому в 2025 году обе страны будут отмечать 80-летие победы Пекина в Японо-китайской войне и СССР в Великой Отечественной войне.
6 декабря 2024 года стало известно, что в мае 2025 года планируется в России и Беларуси объединенное шествие акций «Бессмертный полк» и «Беларусь помнит».
17 января 2025 года Министерство обороны Беларуси заявило о планах провести конкурс детского рисунка, посвященного 80-летию Победы в Великой Отечественной войне.

### Венесуэла
20 января 2025 года на Всемирном антифашистском фестивале в Каракасе было принято решение о совместном праздновании 80-летия Победы Советского Союза над фашистской Германией.

### Южная Осетия
По 1 миллиону рублей каждому селу и каждой школе Южной Осетии было выделено из резервного фонда президента России. По словам первого замруководителя администрации главы РФ  Сергея Кириенко, эти средства пойдут в том числе на уход за мемориалами, памятными стендами и музеями.